# Olsen
Olsen är ett danskt och norskt efternamn. Namnet är ett patronymikon baserat på förnamnet Ole. En variant är Olesen.

## Personer med efternamnet Olsen eller Olesen
- Jussi Adler-Olsen, dansk författare
- José María Figueres Olsen, costarikansk politiker
- Bjørk Herup Olsen, färöisk löpare
- Aase Olesen, dansk politiker
- Ashley Olsen, amerikansk skådespelare
- Ben Olsen, amerikansk fotbollstränare
- Bjørnar Olsen, norsk arkeolog
- Brødrene Olsen, dansk musikduo
- Eric Christian Olsen, amerikansk skådespelare
- Elizabeth Olsen, amerikansk skådespelare
- Helle Helle (född Helle Olsen), dansk författare
- Kirsten Olesen, dansk skådespelare
- Lisbeth Olsen, dansk porrskådespelare
- Mary-Kate Olsen, amerikansk skådespelare
- Merlin Olsen, amerikansk skådespelare
- Ole Olsen, dansk speedwayförare
- Robin Olsen, svensk fotbollsspelare
- Mats Rosseli Olsen, norsk ishockeyspelare

## Fiktion
- Olsen-banden, dansk filmserie, svensk motsvarighet Jönssonligan
- Olsenbanden, norsk filmserie, svensk motsvarighet Jönssonligan